# あんぷらぐど〜オフィシャル海賊版〜
『あんぷらぐど〜オフィシャル海賊版〜』（あんぷらぐど〜オフィシャルかいぞくばん〜）は、チリヌルヲワカのアコースティック・ライブ・アルバム。

## 概要
2012年7月に所沢MOJO（7日）とOTODAMA SEA STUDIO（9日）で行われたアコースティック・ライブから厳選された13曲を収録した、チリヌルヲワカ初のライブ・アルバム。アルバムタイトルは、レコーディング当時にはまだ数えるほどしか行われていなかったチリヌルヲワカのアンプラグドでの貴重なステージを音源化した「公式海賊版的アルバム」というところから。全トラックのマスタリングは同バンドのベーシスト・イワイエイキチによって手掛けられている。公式サイト通販、Amazon.co.jp、ライブ会場で限定発売された。なおPlayStation 3用ロールプレイングゲーム「アーシャのアトリエ 〜黄昏の大地の錬金術士〜」の挿入歌に起用されサントラ盤にのみ収められた「宵の星」がバンド自身のアルバムに収録されるのは、今回が初となる。 

## 収録曲
| 全作詞・作曲: 中島優美、全編曲: チリヌルヲワカ。 |                            |          |            |
| #                                                | タイトル                   | 作詞     | 作曲・編曲 |
| 1.                                               | 「ホオズキ」               | 中島優美 | 中島優美   |
| 2.                                               | 「天邪鬼」                 | 中島優美 | 中島優美   |
| 3.                                               | 「宵の星」                 | 中島優美 | 中島優美   |
| 4.                                               | 「々々々〜トリプレット〜」 | 中島優美 | 中島優美   |
| 5.                                               | 「カスガイ」               | 中島優美 | 中島優美   |
| 6.                                               | 「つれづれと・・・」       | 中島優美 | 中島優美   |
| 7.                                               | 「ひとみごくう」           | 中島優美 | 中島優美   |
| 8.                                               | 「絶対値」                 | 中島優美 | 中島優美   |
| 9.                                               | 「再生可能」               | 中島優美 | 中島優美   |
| 10.                                              | 「シガー」                 | 中島優美 | 中島優美   |
| 11.                                              | 「なずき」                 | 中島優美 | 中島優美   |
| 12.                                              | 「念じる」                 | 中島優美 | 中島優美   |
| 13.                                              | 「ヒトダカラ」             | 中島優美 | 中島優美   |